# Kanton Norrent-Fontes
Norrent-Fontes (Nederlands: Norrem) is een voormalig kanton van het Franse departement Pas-de-Calais. Het kanton maakte deel uit van het arrondissement Béthune. Het werd opgeheven ingevolge het decreet van 24 februari 2014, met uitwerking vanaf 2015. 

## Gemeenten
Het kanton Norrent-Fontes omvatte de volgende gemeenten:
- Auchy-au-Bois
- Blessy
- Bourecq
- Estrée-Blanche (Strate)
- Ham-en-Artois
- Isbergues (Iberge)
- Lambres
- Liettres (Liste)
- Ligny-lès-Aire
- Linghem
- Mazinghem
- Norrent-Fontes (Norrem) (hoofdplaats)
- Quernes (Kernes)
- Rely
- Rombly
- Saint-Hilaire-Cottes
- Westrehem (Westrem)
- Witternesse (Witernes)